# Renato Bonelli
Renato Bonelli (Orvieto, 2 gennaio 1911 – Orvieto, 25 marzo 2004) è stato uno storico dell'architettura e architetto italiano.

## Biografia
Laureatosi in architettura nel 1934, presso l'Università degli Studi di Roma La Sapienza - con una tesi di restauro avente come relatore Gustavo Giovannoni - dimostra di possedere una personalità rigorosa già dal tema di tesi, opponendosi al progetto - promosso del gerarca fascista Renato Ricci - di trasformazione edilizia del convento di San Domenico in Orvieto per accogliere la sede dell'Accademia nazionale di Educazione fisica femminile, dimostrando la possibilità di non intaccare il corpo della chiesa, pur soddisfacendo ogni esigenza distributiva e di spazio.
L'8 settembre 1944 fonda l'Istituto Storico Artistico Orvietano (ISAO), come riferimento privilegiato per studi e ricerche storiche, iniziative culturali e attività di interesse artistico e musicale, nell'intento di offrire un luogo di incontro per coloro che gravitano culturalmente nel territorio orvietano.
Nel 1945 pubblica il saggio Teoria e metodo nella storia dell'architettura, come primo Bollettino dell'ISAO, col quale si schiera contro una storiografia dell'architettura tipologica, evoluzionistica, sostenendo, crocianamente, che l'arte "è forma universalizzata dell'individuale", che supera tutti i legami estrinseci, quali i fattori economici, costruttivi e strutturali, funzionali, sociali o comunque empirici. Concetto che ribadirà, nel 1983, nell'introdurre i lavori del XXI Congresso di architettura.
Nel 1948 conclude il servizio di Assistente nella facoltà d'Architettura dell'Università di Roma, conseguendo, l'anno successivo, la Libera Docenza in "Storia dell'arte e Storia e Stili dell'architettura".
Nel 1950 diviene Professore Incaricato di "Arte dei giardini" nella facoltà d'Architettura dell'Università di Roma, sino al 1953, anno in cui ottiene l'incarico di "Letteratura artistica", sempre nella stessa Università.
Dal 1959 al 1961, ricopre anche l'insegnamento di "Storia dell'arte e Storia e stili dell'architettura" e, dal 1962 è Professore Ordinario di "Storia dell'Architettura" nella facoltà di Architettura di Palermo, dove rimane sino al 1968, quando ritorna a Roma all'Università "La Sapienza"; da questo stesso anno è anche direttore dell'Istituto di Fondamenti dell'architettura.
Dal 1960 al 1964 è al servizio dell'Associazione Italia Nostra, come segretario nazionale.
Dal 1979 è Accademico Cultore dell'Accademia Nazionale di San Luca. Dal 1982 dirige il Dipartimento di Storia dell'architettura, Restauro e Conservazione dei Beni architettonici nell'Ateneo romano (fino al 1984) ed è Direttore della "Scuola di specializzazione per lo studio e il restauro dei monumenti" della stessa Università, fino al collocamento a riposo (1986), a seguito del quale è nominato Professore Emerito.
Nel 1990, con la relazione d'apertura del convegno per il settimo centenario dalla fondazione del Duomo di Orvieto, Il Duomo di Orvieto come problema storiografico (edita nel 1995), respinge la presunzione che sia possibile stabilire fra gli "indirizzi storiografici" una "gerarchia fissa e permanente, e determinare oggettivamente la graduatoria dei valori che ne deriva"; questo perché "il processo storico è in sé privo di unità oggettiva": ci si deve aprire, quindi, a temi "di carattere extrastilistico, di storia quantitativa finora quasi inesplorati", accogliendo con vero entusiasmo la realizzazione di una banca dati con la documentazione archivistica dei primi centoventi anni del cantiere del Duomo (1321-1450).
La riflessione sul metodo sarà estesa da Renato Bonelli anche al restauro. Bonelli, insieme a Roberto Pane e Agnoldomenico Pica, è teorico del restauro critico, ma rispetto agli altri due studiosi, Bonelli, sviluppa come "rapporto dialettico" il processo critico e l'atto creativo.

## Archivio
Il fondo dell'architetto Bonelliè pervenuto all'Opera del duomo di Orvieto nel marzo 2007 per donazione della famiglia Tilli, erede dell'architetto Renato Bonelli. Il deposito documentario si unisce alla biblioteca, composta da 7.684 unità, già ceduta all'ente da Bonelli con legato testamentario. In occasione del trasferimento dell'archivio presso la sede dell'Opera del Duomo è stato compilato un elenco di consistenza, con una descrizione completa del contenuto delle unità archivistiche e delle scatole. Il fondo non è ordinato ed è conservato al secondo piano del palazzo dell'Opera del Duomo.

## Opere principali
- Fasi costruttive ed organismo architettonico nel Duomo di Orvieto, Marsili, Bagnoregio, 1943.
- Il Duomo di Orvieto e l'architettura italiana del Duecento-Trecento, Edizioni Dell'Angelo, Città di Castello, 1952.
- Architettura e Restauro, Pozza, Venezia, 1959.
- Da Bramante a Michelangelo. Profilo dell'architettura del Cinquecento, Pozza, Venezia, 1960.
- Voce Restauro, in Enciclopedia Universale dell'Arte, Vol. X, Roma, 1963.
- Voce Restauro architettonico, in Enciclopedia Universale dell'Arte, Vol. XI, Roma, 1963, p. 344-352.
- Il Duomo di Orvieto e l'architettura italiana del Duecento-Trecento, 2ª edizione, Officina, Roma, 1972.
- Moretti, Editalia, Roma, 1975.
- Francesco d'Assisi. Volume 2: Chiese e conventi, Electa, Milano, 1982.
- Due lezioni di restauro (con Guglielmo De Angelis d'Ossat), Multigrafica, Roma, 1987.
- Scritti sul restauro e sulla critica architettonica, Bonsignori, Roma, 1995.
- Storia dell'architettura medievale. L'Occidente europeo (con Corrado Bozzoni e Vittorio Franchetti Pardo), Laterza, Roma-Bari, 1997.
- Il Duomo di Orvieto e l'architettura italiana del Duecento-Trecento, 3ª edizione, Opera del Duomo, Orvieto, 2003.